# Ernst Struck (Psychologe)
Ernst Friedrich Wilhelm Struck (* 17. Juli 1890 in Berlin; † 26. Oktober 1954 ebenda) war ein deutscher Psychologe.

## Leben
Ernst Struck war der Sohn des Arbeiters Wilhelm Struck (1848–1918) und dessen Frau Marie geb. Rode (1852–1913). Von 1896 bis 1905 besuchte er zunächst die Volks-, später die Mittelschule in Schöneberg, von 1905 bis 1911 das Königliche Seminar für Stadtschullehrer und arbeitete bis 1914 im Berliner Schuldienst. 1911 legte Struck die 1. Lehrerprüfung als Lehramtsanwärter ab, 1914 die 2. Lehrerprüfung als Lehramtskandidat. Dazwischen bestand er 1913 das Turnlehrerexamen an der Landesturnanstalt Berlin-Spandau. Am Ersten Weltkrieg nahm er bis zu seiner Verwundung 1917 als Infanterist teil und arbeitete danach von 1918 bis 1943 mit Unterbrechungen als Lehrer.

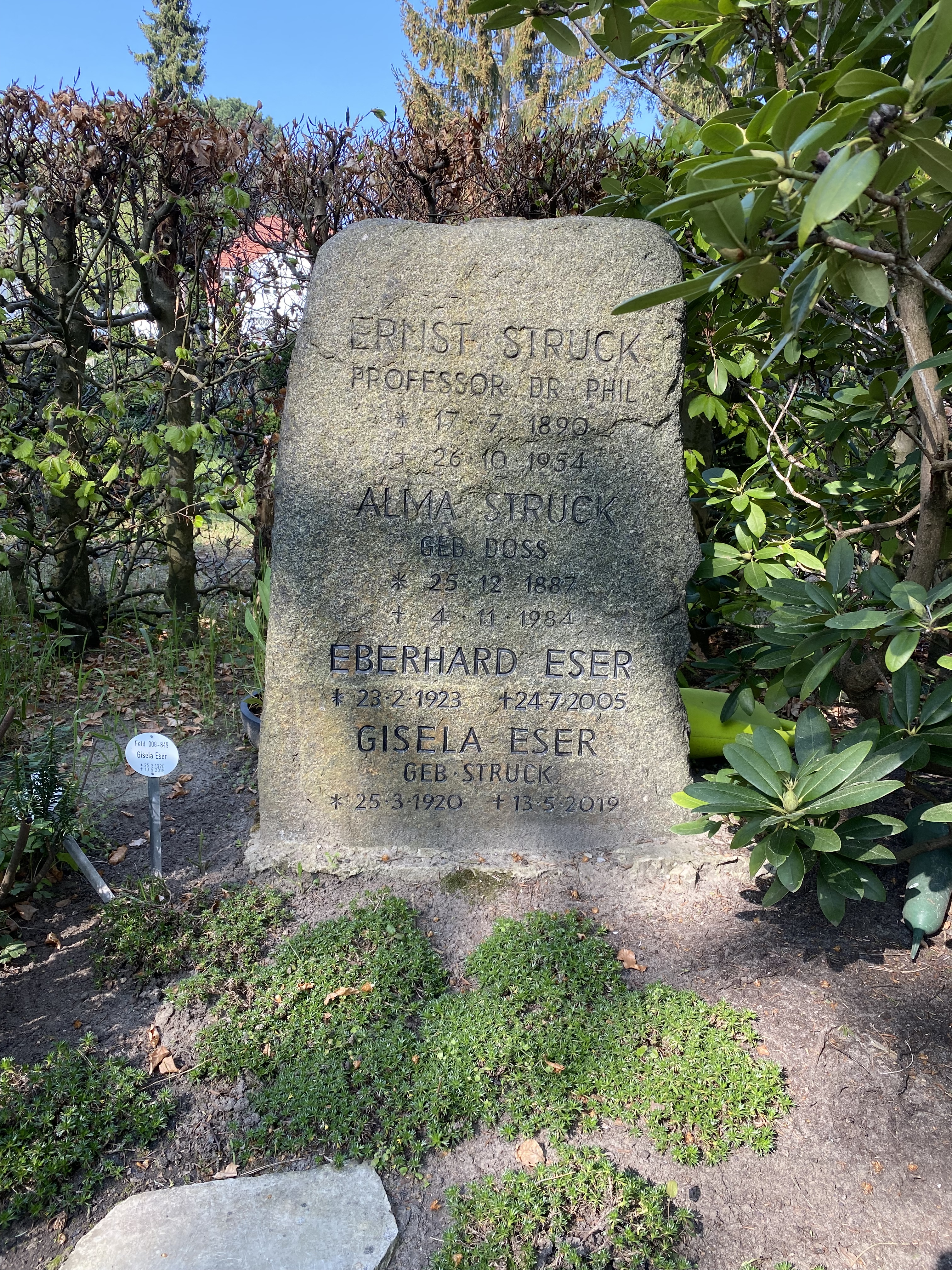
Grabstätte

Von 1919 bis 1933 war Struck Mitglied im Lehrerverband Berlin. 1921 machte er sein Abitur und studierte bis 1925 nebenberuflich Physik, Chemie und Mathematik an der Humboldt-Universität, von 1926 bis 1931 darüber hinaus Erziehungswissenschaften, Psychologie und Philosophie in Berlin und Hamburg. Zwischen 1927 und 1933 arbeitete er nebenamtlich als wissenschaftlicher Mitarbeiter am Psychologischen Institut der Universität Hamburg. Von 1930 bis 1933 war Struck Mitglied der SPD und schloss sich der Arbeitsgemeinschaft sozialdemokratischer Lehrer in Berlin an. Nach der Machtübernahme der Nationalsozialisten wurde er 1933 zwangsweise von der Universität Hamburg beurlaubt und mit einem Veröffentlichungsverbot für wissenschaftliche Arbeiten und einer Nichtzulassung zum Promotionsverfahren belegt. Er trat daraufhin dem NS-Lehrerbund bei, dem er bis 1942 angehörte. Von 1933 bis 1943 war er außerdem Mitglied der Nationalsozialistischen Volkswohlfahrt. Am 16. Februar 1943 wurde Struck mit der Schrift Naive Chemie: Struktur und Entwicklung des Stoffbewußtseins im Kindesalter an der Universität Hamburg promoviert. Von 1943 bis 1945 unterrichtete Struck an der Lehrerbildungsanstalt Güstrow und war daneben 1945 kurzzeitig in der dortigen Stadtverwaltung tätig.
In den Jahren 1945 und 1946 war Ernst Struck Direktor des Pädagogischen Instituts Schwerin und wissenschaftlicher Mitarbeiter der Landesverwaltung Mecklenburg-Vorpommern, danach bekleidete er von 1946 bis 1948 einen Lehrstuhl für Psychologie an der Universität Greifswald. Von 1948 bis 1952 lehrte er an der Universität Rostock, wo er ab 1949 dem Psychologischen Institut der Philosophischen Fakultät als Direktor vorstand und von 1949 bis 1952 Rektor der Universität war. Von 1952 bis 1954 lehrte er schließlich an der Universität Leipzig. Daneben war er von 1949 bis 1951 Mitglied des wissenschaftlichen Senats des Ministeriums für Volksbildung und von 1952 bis 1954 Mitglied des wissenschaftlichen Beirats für Psychologie beim Staatssekretariat für Hochschulwesen.
Ernst Struck lehrte und forschte insbesondere auf dem Gebiet der pädagogischen und forensischen Psychologie. Er verstarb 1954 im Alter von 64 Jahren in der Charité und wurde auf dem Friedhof Zehlendorf (Feld 008-949) neben seiner Frau Alma geb. Doss (1887–1984) beigesetzt.

## Auszeichnungen
- 1917: Eisernes Kreuz II. Klasse
- 1918: Verwundetenabzeichen
- 1953: Medaille für ausgezeichnete Leistungen